# Banana Split (banda)
Banana Split é um grupo feminino brasileiro formado em 1989 originalmente por Adriana Colin, Rosane Muniz, Mel Nunez e Andreia Reis.

## História
O Banana Split nasceu em 1989, quando Rosane Muniz, Adriana Colin, Andréia Reis, miss Rio de Janeiro, São Paulo e Santa Catarina, respectivamente, e a carioca Mel Nunes, que trabalhavam como elenco de apoio do humorístico Veja o Gordo, de Jô Soares, descobriram que dividiam a mesma paixão pela música. Incentivadas por Jô, com o nome de "As meninas do Jô", elas montaram o show "Certas Mulheres", no qual cantavam e dançavam músicas de artistas que admiravam como Rita Hayworth, Madonna e Janet Jackson e, após alguns meses, assinaram com a produtora Promoart, de Gugu Liberato, e com a gravadora Continental para gravarem um trabalho autoral.
Em 1990, elas lançaram o primeiro álbum, que se tornou um grande sucesso e levou-as a realizar uma turnê na Europa, onde Rosane sofreu grave acidente de ultraleve e ficou afastada do grupo por cinco meses. Ainda em 1990, Andréia se casou e deixou o grupo, sendo substituída por Eliana, que permaneceu poucos meses no grupo, já que foi logo convidada por Silvio Santos para apresentar um programa infantil.
Em 1993, Rosane e Mel decidiram deixar o grupo e Adriana, juntamente com Gugu, testaram em 93 cantoras, das quais Liz Vargas, Luciana Priami e Nina Mayer foram escolhidas como novas integrantes. Em 1994, elas lançam o álbum Forró Mix, no qual atingiram sucesso com a versão de "Macarena". Em 1995, o grupo chegou ao fim, pela primeira vez.
Em 1998, com o nome Banana Split vendido para a Promoart, Gugu selecionou cinco novas meninas para relançar o grupo: Sandra Pascutti, Monica Nocete, Mariana Peres, Adriana Della Rovere e Marcia Regina Alves. Assinadas com a RGE, elas lançaram o terceiro álbum e tiveram como maior sucesso "La Bamba". Esta formação foi capa da edição de outubro de 1998 da Revista Playboy. Em 1999, fizeram uma turnê pelo Japão. Marcia saiu do grupo em 2000, após se casar com o cantor Chitãozinho. Em 2001, como quarteto, foi lançado o disco Som Caliente. Neste ano, saíram Mariana e Sandra e no seguinte, em 2002, Monica e Adriana, terminando esta formação.
Em 2003, o grupo foi reformulado e se tornaram novas integrantes Vanessa Zotth, Camila Viana, Gizelle Maritan, Danieli Stanguini e Andrea Messiano, durando apenas um ano.
Em 2005, a empresária Patrícia Gomes, adquiriu a marca Banana Split. Em 2006, receberam o convite para fazer uma turnê internacional em Portugal, Espanha e França, apresentando-se em Paris durante uma temporada.
Em 2013, uma nova versão é formada com Dayanna Gon, finalista do programa Popstars, nos vocais principais, e as dançarinas de Monique Souza, Lidia Moura, Nadia Antonov, Madá Bertoldo e Vanessa Leony. Após nova reformulação, o grupo seguiu como trio com Dayanna Gon, Maggie Salles e Vanessa Leoni.
Em meados de 2021, foi anunciado que o grupo estava a procura de cinco mulheres, de 18 a 25 anos, para uma nova formação e no final do mesmo ano, o grupo voltou totalmente reformulado, com novas integrantes (Vitória Lopes, Leticia Pego e Vanessa Vellozo) e novas músicas, voltada para o pop moderno.

## Discografia

### Álbuns de estúdio
| Álbum        | Detalhes                                                   |
| ------------ | ---------------------------------------------------------- |
| Banana Split | - Lançamento: 1990 - Formatos: LP - Gravadora: Continental |
| Forró Mix    | - Lançamento: 1994 - Formatos: CD - Gravadora: PolyGram    |
| Banana Split | - Lançamento: 1998 - Formatos: LP, CD - Gravadora: RGE     |
| Som Caliente | - Lançamento: 2001 - Formatos: CD - Gravadora: RGE         |
|              |                                                            |

## Integrantes
1ª Formação
(1990-1993)
- Rosane Muniz (1990-93)
- Adriana Colin
- Mel Nunes (1990-93)
- Andréia Reis (saiu ainda em 1990)
- Eliana (1990-91)

2ª Formação
(1993-95)
- Liz Vargas
- Adriana Colin
- Luciana Priami
- Nina Mayer

3ª Formação
(1997-2000)
- Mariana Peres
- Adriana Della Rovere
- Marcia Regina Alves
- Mônica Nocete
- Sandra Pascutti

4ª Formação
- Andréa Messiano
- Camila Viana
- Gizelle Maritan
- Vanessa Zotth
- Danieli Stanguini

5ª Formação
- Gizelle Maritan
- Fernanda Amaral
- Aline Leeh
- Mônica Nocete
- Camila Viana

6ª Formação
- Dani Cintra
- Fernanda Amaral
- Aline Leeh
- Mônica Nocete
- Vivi

7ª Formação
- Nagila Coelho
- Thaize Amparado
- Cris Bella
- Dani
- Bruninha

8ª Formação
- Carine Ingrid
- Jéssica
- Cris
- Juliana
- Andrezza

9ª Formação
(2008-2011)
- Camila
- Jéssica
- Rosiane
- Talita

10ª Formação
(2013-18)
- Dayanna Gon
- Maggie Salles
- Vanessa Leoni

11ª Formação
(2021-presente)
- Vitória Lopes
- Leticia Pego
- Vanessa Vellozo